# Rittergut Woltersdorf

Gutshaus Woltersdorf

Das Rittergut Woltersdorf war ein Kämmereigut der Stadt Berlin in Woltersdorf an der Schleuse.

## Geschichte
Das Gut bestand bereits im Mittelalter als Besitzeinheit. Im Landbuch der Mark Brandenburg wird 1375 Fritz von Britzik auf Seeberg als Besitzer genannt. Das Gut bestand jedoch lediglich aus zwei Hufen Ackerland. Um 1450 kam die Familie Wagenschütz zu Pinnow in Besitz des Gutes.

### Berliner Kämmereigut
Am Gründonnerstag 1487 erwarb die Stadt Berlin das Rittergut Woltersdorf von Heinrich Wagenschütz zu Pinnow für 150 Schock märkische Groschen. Die Stadt setzte zur Verwaltung des Rittergutes einen Vogt ein. Dieser hatte zahlreiche Aufgaben wahrzunehmen, wie der Eid verrät, den jeder Vogt vor dem Berliner Rat schwören musste. 

„Nachdem mich ein ehrbarer Rat zu Berlin zu einem Zöllner und Vogt zu Woltersdorf bestellt und angenommen, also schwöre und gelobe ich, den Zoll daselbst nach dem übergebenen Verzeichnis einzunehmen und niemands zu übersehen. Und was ich selbst einnehme von Stunde an in die Lade zu stecken, ein sonderlich Register darüber zu halten und meinem Herrn dem Rate zu jeder Zeit auf ihr Begehren beständige Rechnung zu tun und nichts davon zurückzuhalten. Auch den Kalkstein treulich anfahren, den Acker fleißig zu bestellen und zu warten. Und auf die Heide fleißig Achtung zu geben, das davon nichts entführt werde. Desgleichen auch die Vögel gebührlich und getreulich überwachen. Und bei dem allen getreulich handeln, als mir Gott helfe und sein heiliges Wort.“

Nach der Verwüstung des Dorfes durch die Truppen von Wallenstein 1633 und der Neugründung des Dorfes 1642 verpachtete die Stadt Berlin das Rittergut vornehmlich an Woltersdorfer. 
1721 genehmigte der Berliner Magistrat den Bau von zwei Häusern in der Gutsheide am Kalksee. Hieraus entstand der Woltersdorfer Kietz. 

### Erbpachtsgut
Am 16. November 1793 schloss der Berliner Magistrat mit den 13 Berliner Hofleuten einen Erbpachtvertrag über fast das gesamte Rittergut. Die Woltersdorfer erhielten den Gutsacker, Vorwerkswiesen und die Schafherde zu gleichen Teilen und hatten Gutshaus, Palmhof und Ziegeleinsam zu verwalten. Hierfür zahlten sie anfangs 130 Taler, spät Pacht pro Jahrer wurde dies auf 158 Taler 21 Groschen und 6 Pfennige erhöht. Die Erbpacht wurde 1853 durch die Ablösung der Reallasten aufgehoben. Die Ablösung wurde 56,5 Jahre lang abgezahlt.

### Gutsverkauf
Unter Bürgermeister Krausnick bemühte sich die Stadt Berlin darum, dass Rittergut zu verkaufen. Am 6. März 1858 begann das Bieten für das Rittergut. Am 3. August 1858 bot Kaufmann Wolff 62.050 Taler. Am 24. September warnte die Forst- und Ökonomie-Deputation vor dem Verkauf des Ritterguts, da die Verkaufssumme nicht durch „ordnungsgemäße Forstwirtschaft“ gegenfinanziert werden könne. Ein Gutachten vom 1. November 1858 ergänzte: „Nur zurückgekommene Besitzer oder sogenannte Ausschlächter schlagen die Forsten los. Ich glaube nicht, daß Berlin, die bedeutendste Stadt des Staates, in einer Zeit, in der die Bedeutung des Grundbesitzes immer mehr und mehr zur Geltung kommt, mit schlechtem Beispiel vorangehen darf.“ Am 21. Dezember 1858 lehnte die Regierung in Potsdam einen Verkauf des Rittergutes ab, was sie jedoch später zurücknahm. Am Totensonntag 1859 wurde der Magistratsförster Ehrlich als letzter Gutsangestellter entlassen und am folgenden Tag erfolgte die Übergabe des Rittergutes an Kaufmann Israel Wolff. Das Rittergut bestand zu diesem Zeitpunkt aus 3.239.435 m2. 
Aufteilung des Ritterguts
Am 23. März 1877 kaufte der Staat Preußen 1.242.590 m2 der abgeholzten südlichen Gutsheide und vereinigte sie mit der Forst Köpenick. Die übrigen 1.996.845 m2 waren 1885 bereits in 35 Parzellen geteilt. Auf diesen befanden sich genau 22 Wohngebäude mit 113 Einwohnern. Aufgrund der zunehmenden Zersplitterung und da keiner der Besitzer eine „genügende Präsentationsfähigkeit“ besaß, wurde der Gutsbezirk mit dem Gemeindebezirk vereinigt.

### Nach der Auflösung
Das Gutshaus aus Zeiten des Berliner Magistrats steht bis heute, jedoch mit einer neuen Fassade. Das umliegende Vorwerksgelände ist vollständig parzelliert und bebaut. Die abgeholzte Gutsheide, soweit sie sich in Woltersdorf befindet, ist ebenfalls vollständig parzelliert und bebaut. Ebenso die ehemaligen Ackerflächen des Gutes. Rund die Hälfte aller Woltersdorfer wohnt auf ehemaligem Gutsbesitz. Auf der ehemaligen Gutsheide befinden sich heute der Sportplatz und das Krankenhaus.

## Umfang des Besitzes

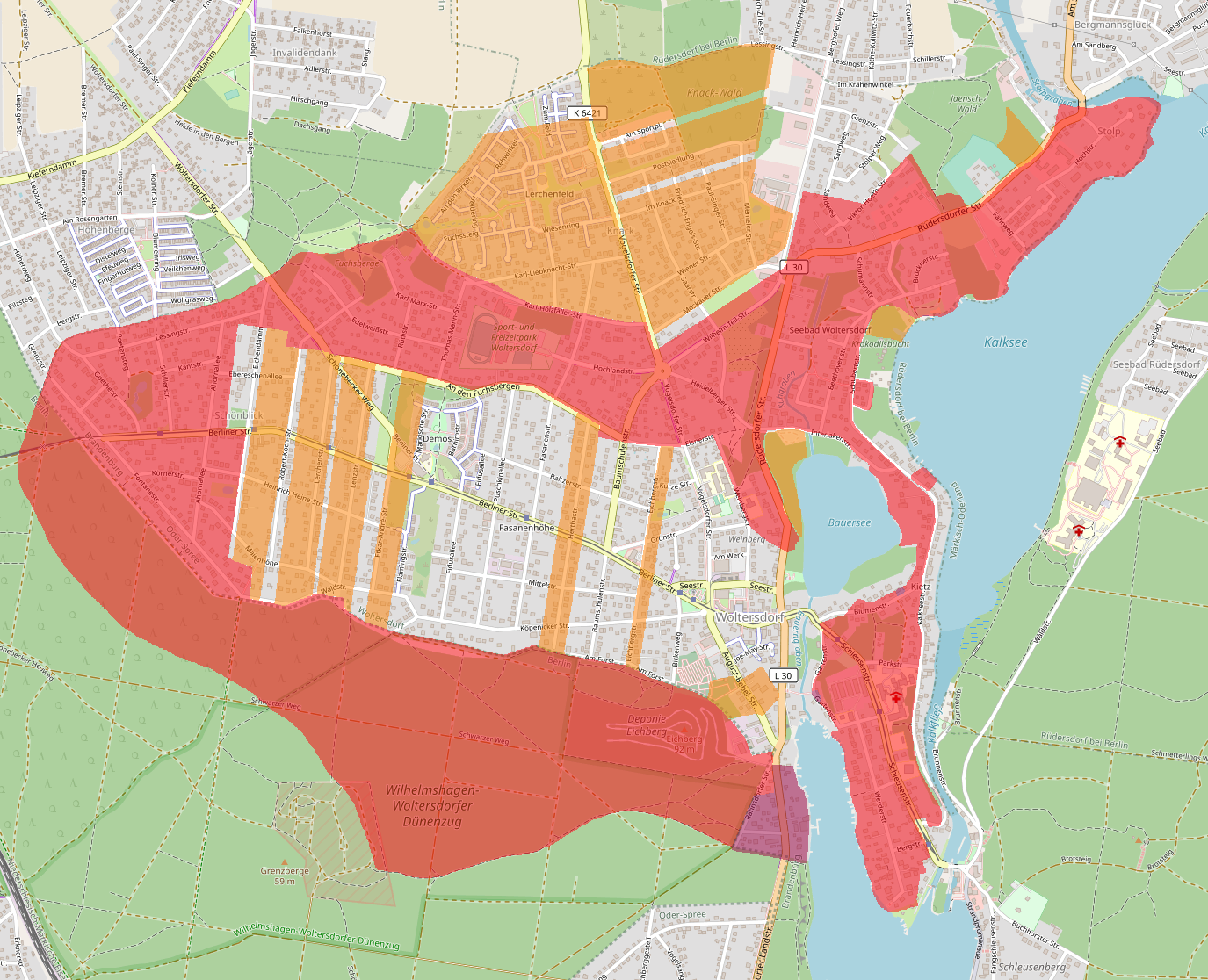
Rittergut 1859

### Gutshaus
Am Weg nach Erkner befand sich das Gutshaus. In diesem kamen die Berliner Bürgermeister unter, wenn sie das Dorf besuchten und später hatte der Förster der Gutsheide hier seine Wohnung. Heute ist das Gutshaus als Seglerheim bekannt.

### Gutsheide
Zum Besitzstand des Gutes gehörte die Woltersdorfer Heide. Diese nahm rund die Hälfte von Woltersdorf ein. Sie wurde aufgrund ihres Besitzers auch Magistratsheide genannt. Zur Pflege der Gutsheide stellte der Magistrat einen Heideläufer an. Nach dem Verkauf des Gutes durch Berlin wurde sie fast vollständig abgeholzt und aufgeteilt. Ihr südwestliches Drittel ist heute als Teil der Berliner Forsten wieder aufgeforstet.

### Dorfgericht
Zum Gutsbesitz gehörte auch die niedere Gerichtsbarkeit über die Woltersdorfer. Mehrmals im Jahr verhandelten die Berliner Bürgermeister Prozesse zwischen den Woltersdorfern im Alten Krug und später im Gutshaus am Flakensee.

### Patronat über Kirche und Schule
Die Stadt Berlin ließ als Gutsbesitzerin auch 1555 die Woltersdorfer Kirche erbauen, sowie 1721 die Alte Schule. Über beide besaß Berlin als Gutsherrin auch das Patronat. Die Stadt gab für die ersten Kirchbau das Bauholz und für den zweiten von 1658 ebenfalls. 1680 schenkte der Magistrat der Kirchengemeinde einen vergoldeten Silberkelch. 1800 stellte die Stadt das Baumaterial für einen Neubau der Schule. 1828 wurde die Kirche ausgebaut. Nach dem Dorfbrand von 1851 finanzierte die Stadt Berlin einen dritten Schulbau und einen dritten Kirchbau der 1857 fertiggestellt wurde.

### Schäferei
Berlin baute ab 1558 eine Schafzucht in Woltersdorf auf, die der Kurfürst anfangs untersagte und erst auf Bitte des Magistrats genehmigte. Nach dem Dreißigjährigen Krieg wuchs die Schafzucht auf bis zu 500 Tieren. Der Schafstall befand sich am Weg nach Erkner gegenüber dem Gutshaus und wurde später in eine Gaststätte umgewandelt. Heute ist es ein Autohaus. 

### Weinberg
Im Norden des Dorfes besaß der Magistrat einen Weinberg. Im Jahre 1583 wurden 45 Tonnen Wein nach Berlin geliefert. Der Weinanbau ging im Dreißigjährigen Krieg ein. Der Weinberg wurde um 1900 für Sand und Kies abgetragen. Nach dem einstigen Weinberg des Berliner Magistrats sind eine Straße und die örtliche Grundschule benannt.

### Ziegelei
Um 1680 entstand am Flakensee eine Ziegelei. Sie bestand bis 1800. Der Lehm zum Brennen der Ziegel wurde aus einer Lehmkute am Sprintberg gewonnen. Die Ziegelei ging vor 1800 ein und das Gelände der Ziegelei wurde parzelliert.

## Besitzer und Pächter
Nach dem Dreißigjährigen Krieg verpachtete Berlin das Gut vollständig oder teilweise an verschiedene Personen.
| Name der Gutsbesitzer       | Name der Pächter                        | von           | bis           |
| --------------------------- | --------------------------------------- | ------------- | ------------- |
| Fritz von Britz             | -                                       | um 1375       | um 1375       |
| Heinrich und Otto von Britz | -                                       | um 1416, 1451 | um 1416, 1451 |
| Heinrich von Wagenschütz    | -                                       |               | 1487          |
| Stadt Berlin                | Johann Eulner                           | 1604          | 1613          |
| Stadt Berlin                | Schulze Benedikt Petrich                | 1624          | 1633          |
| Stadt Berlin                | Andreas und Martin Petrich              | 1679          | 1720          |
| Stadt Berlin                | Hans Steuer                             | 1720          | 1723          |
| Stadt Berlin                | Christian Ulfert                        | 1723          | 1741          |
| Stadt Berlin                | Schleusen- und Mühlmeister Joachim Otto | 1741          | 1747          |
| Stadt Berlin                | Christian Ulfert & Gottfried Voigt      | 1747          | 1759          |
| Stadt Berlin                | Oberamtmann Schönebeck                  | 1759          | 1767          |
| Stadt Berlin                | Graßnick                                | 1767          | 1779          |
| Stadt Berlin                | Krüger, Lange, Petrick, Schröder        | 1779          | 1794          |
| Stadt Berlin                |                                         |               |               |
| Stadt Berlin                | Die 13 Woltersdorfer Hofbesitzer        | 1794          | 1859          |
| Israel Wolff                | Albert Wundahl                          | 1859          | 1871          |
| Wilhelm v. Jagow            | Albert Wundahl                          | 1871          | 1876          |
| Baugesellschaft             | Albert Wundahl                          | 1876          | 1878          |
| Baugesellschaft             | Ernst Fueß                              | 1878          | 1880          |
| Julius Valentin             | Ernst Fueß                              | 1880          | 1882          |
| Maximilian v. Koeller       | Ernst Fueß                              | 1882          | 1884          |
| Julius Valentin             | Eichholz (nur Gutsgelände am Flakensee) | 1884          | 1885          |
| Gemeinde Woltersdorf        | -                                       | 1885          | heute         |